# زقين عقدي
زقين عقدي (الاسم العلمي:Diascia nodosa) هو نوع من النباتات يتبع جنس الزقين من الفصيلة الغدبية.